# Aeroportul Eday
Aeroportul Eday (IATA: EOI, ICAO: EGED) este un aeroport din Orkney, Scoția, Regatul Unit ce deservește zona Eday⁠(d). A fost numit după zona deservită.
Situat la o altitudine de 6 m, aeroportul dispune de 1 pistă. Este operat de Orkney Islands Council⁠(d).

## Infrastructură

### Piste
Aeroportul dispune de o singură pistă. Pista 07/25 are suprafața de construction aggregate[*] și dimensiunile 527 m × 18 m. 